# Gutorfölde
Gutorfölde község Zala vármegyében, a Zalaegerszegi járásban, a Zalai-dombság területén, a Göcsejben. A településhez tartozik Náprádfa és Rádiháza. A településen polgárőrség működik.

## Fekvése
Zala vármegye középső részén fekszik; területén a Bak-Páka között húzódó 7543-as út halad végig, utóbbiból itt, a település központjában ágazik ki észak felé, Zalatárnok irányában a 7545-ös út és nyugatnak, Mikekarácsonyfa felé a 7546-os út is.
Vasúton a település a MÁV 23-as számú Zalaegerszeg–Rédics-vasútvonalán közelíthető meg; Gutorfölde vasútállomás Rádiháza megállóhely és Ortaháza megállóhely között található, közúti megközelítését a 75 326-os számú mellékút biztosítja.

## Története

### Gutorfölde
Gutorfölde Árpád-kori település, mely a Haholt-Buzád nemzetség ősi birtoka volt. Nevét 1270-ben említiették először "Gunturdfelde" néven. I. Lajos magyar király a Haholtok fiúágának kihalta után Haholti János leányát, Annát fiúsította, akivel a birtok a debreceni Himfy család kezére került. 1377-ben Gotorfeulde néven szerepelt egy iraton és a Himfi család birtokolta még 1499-ben is. A török hódoltság alatt a falu a hadak felvonulási útjában állt, többször is feldúlták. A falu Kanizsa eleste után tényleges török adófizető területté vált. A török idők után több köznemesi család is birtokolta. 1717-ben csak nyolc család lakta. Ekkor Páka filiája volt.
Gutorfölde területe 1935-ben 2514 hold volt, 1046 fő lakossal.
1970. július 1-jén Gutorföldéhez csatolták az akkor kb. 500 lakosú Náprádfát is.

### Náprádfa
Náprádfa nevét 1430-ban említették először az oklevelek, possessio Papradfa néven mint Peleske várának tartozékát. A törökök általa feldúlt falu később a Széchényieké birtoka lett, 1710-ben 10 család lakta. A 19. század elején gróf Széchenyi István birtoka volt.
Ide tartozott Rádiházapuszta is, mely a környék egyik leggazdagabb nemesi családjának növénytermesztéssel és versenylótenyésztéssel foglalkozó Barta családnak a birtoka volt. Ők teremtették meg a ma is híres ménes alapját.
A lakosság a környék településeihez hasonlóan mezőgazdasági tevékenységből tartotta fenn magát, amely elsősorban gyümölcs- és növénytermesztést jelentett. A település birtokosaink lehetőségeihez nagyban hozzájárult az 1890-ben felavatott vasútvonal is.
Náprádfa lakosainak száma 1935-ben 602 fő volt, 1539 holdnyi birtokon. Gutorföldén annak idején egy téglagyár is működött.

## Közélete

### Polgármesterei
- 1990–1991: Káli Kálmán (független)[4]
- 1991–1994: Dr. Tóth Ottó
- 1994–1998: Nyakas István (független)[5]
- 1998–2002: Nyakas István (független)[6]
- 2002–2006: Nyakas István (független)[7]
- 2006–2010: Nyakas István (független)[8]
- 2010–2014: Nyakas István (független)[9]
- 2014–2019: Nyakas István (független)[10]
- 2019–2024: Nyakas István (független)[11]
- 2024– : Farkasné Kis Klaudia (független)[1]

Gutorfölde rendszerváltás utáni első polgármestere nem tudta kitölteni a rá eső önkormányzati ciklus negyedrészét sem, mivel 1991. augusztus 14-én elhunyt. Emiatt időközi polgármester-választást kellett tartani, amit dr. Tóth Ottó nyert meg.

## Népesség
A település népességének változása:
| Lakosok száma | 1051 | 997  | 985  | 888  | 888  | 886  | 878  |
|               | 2013 | 2014 | 2015 | 2021 | 2022 | 2023 | 2024 |

A 2011-es népszámlálás idején a nemzetiségi megoszlás a következő volt: magyar 96,1%, cigány 1,17%, német 1,4%. A lakosok 69,3%-a római katolikusnak, 0,84% reformátusnak, 3,74% felekezeten kívülinek vallotta magát (25,6% nem nyilatkozott).
2022-ben a lakosság 92%-a vallotta magát magyarnak, 1,1% németnek, 0,6% cigánynak, 0,2% ukránnak, 0,2% románnak, 0,1-0,1% ruszinnak, szlovénnek és lengyelnek, 1% egyéb, nem hazai nemzetiségűnek (7,8% nem nyilatkozott; a kettős identitások miatt a végösszeg nagyobb lehet 100%-nál). Vallásuk szerint 51,1% volt római katolikus, 1,6% református, 0,3% evangélikus, 0,1% ortodox, 0,5% egyéb keresztény, 1,7% egyéb katolikus, 4,2% felekezeten kívüli (40,4% nem válaszolt).

## Nevezetességei
Rádiházán Bartha László földbirtokos 7 kancával kezdte meg a lipicai lovak tenyésztését 1912-ben. Ma a rádiházi ménesben ügetőversenyló- és sportugróló-tenyésztés folyik közel 200 lóval.

## Ismert emberek, akik a településhez kötődnek
- Itt volt plébános 1997 és 2002 között Horváth István Sándor katolikus pap, egyházi író.
- Náprádfán él Turbuly Lilla költő, író, színikritikus, a Színházi Kritikusok Céhének elnöke.
- Nick Noa fotográfus és író Gutorföldén él.

## Képgaléria

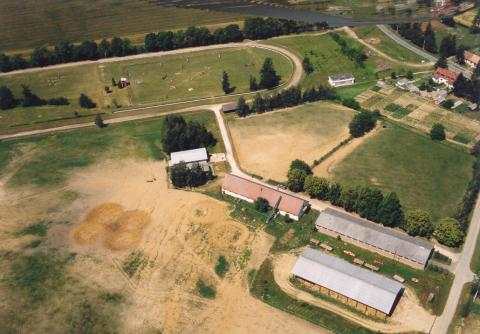
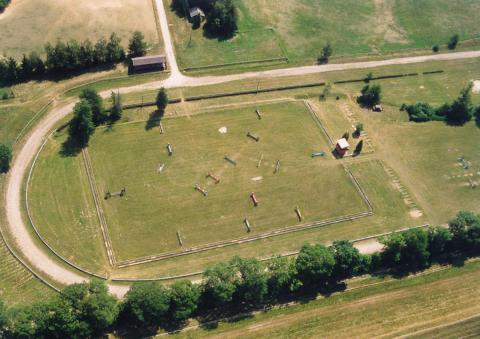
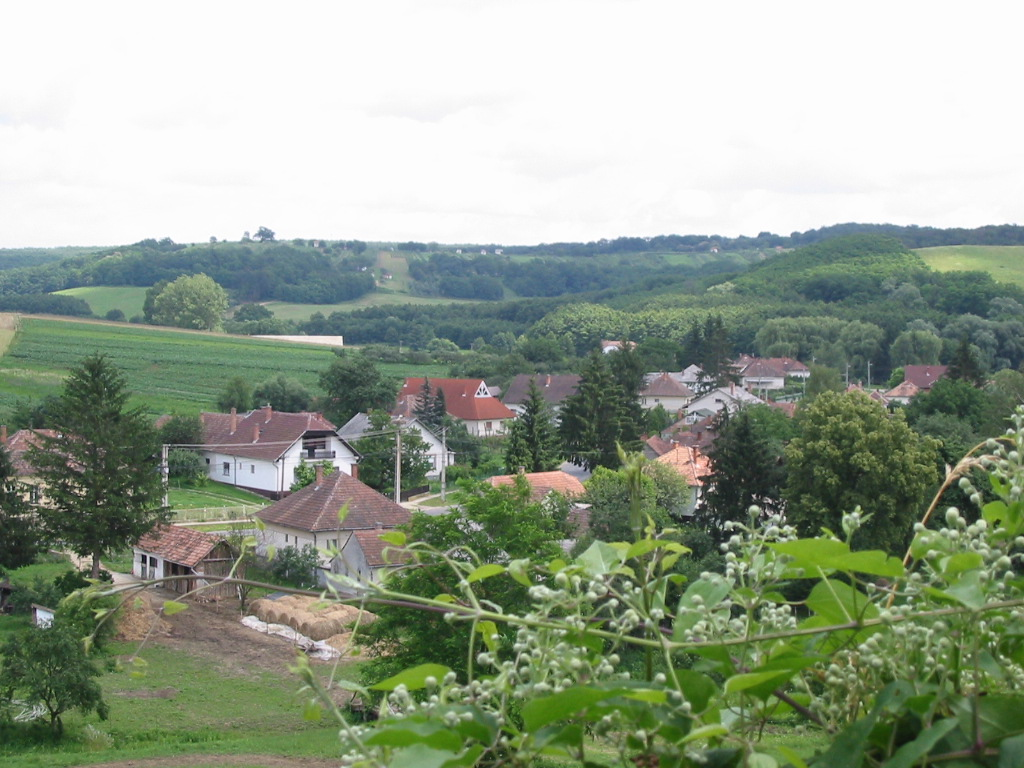
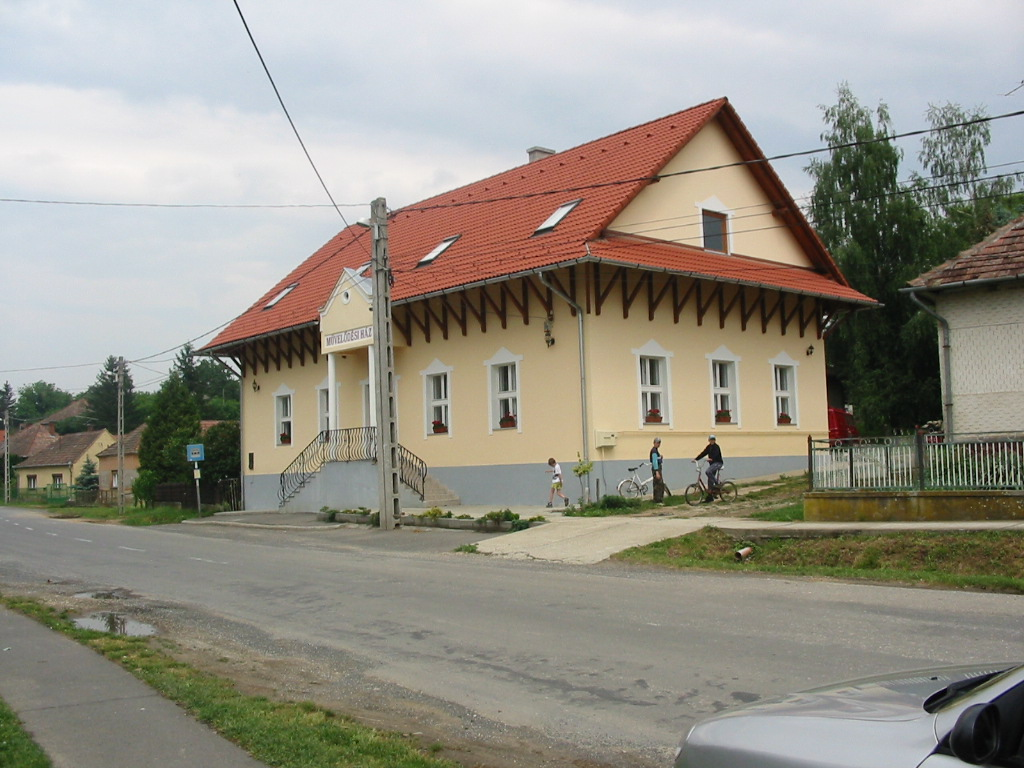
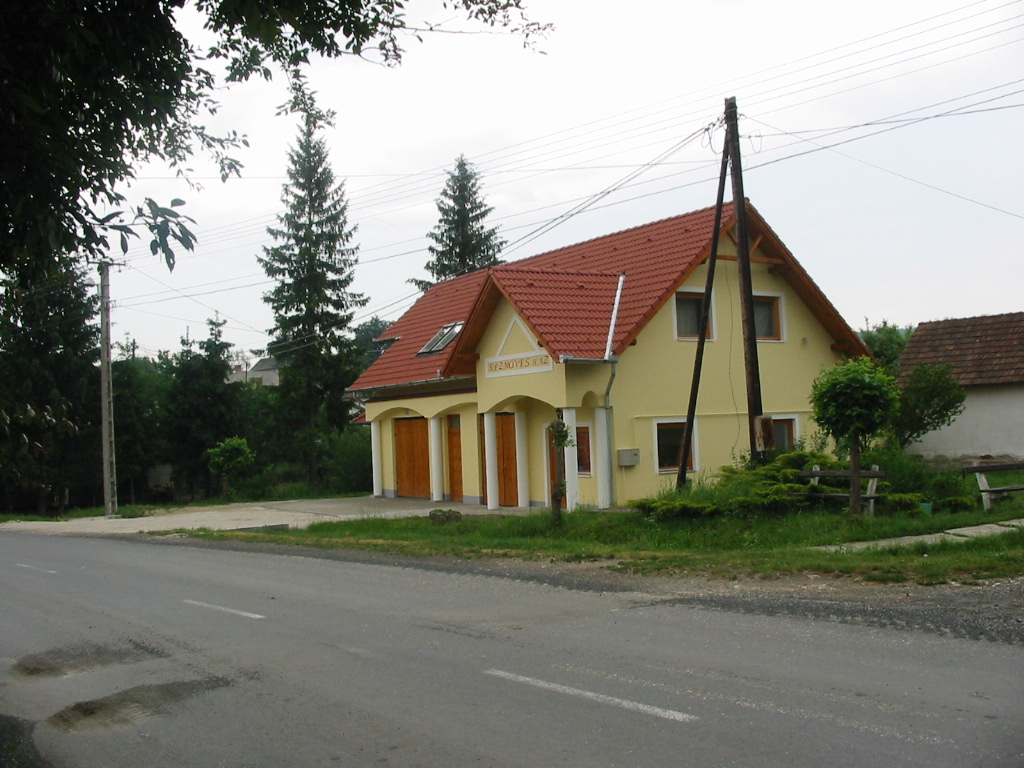
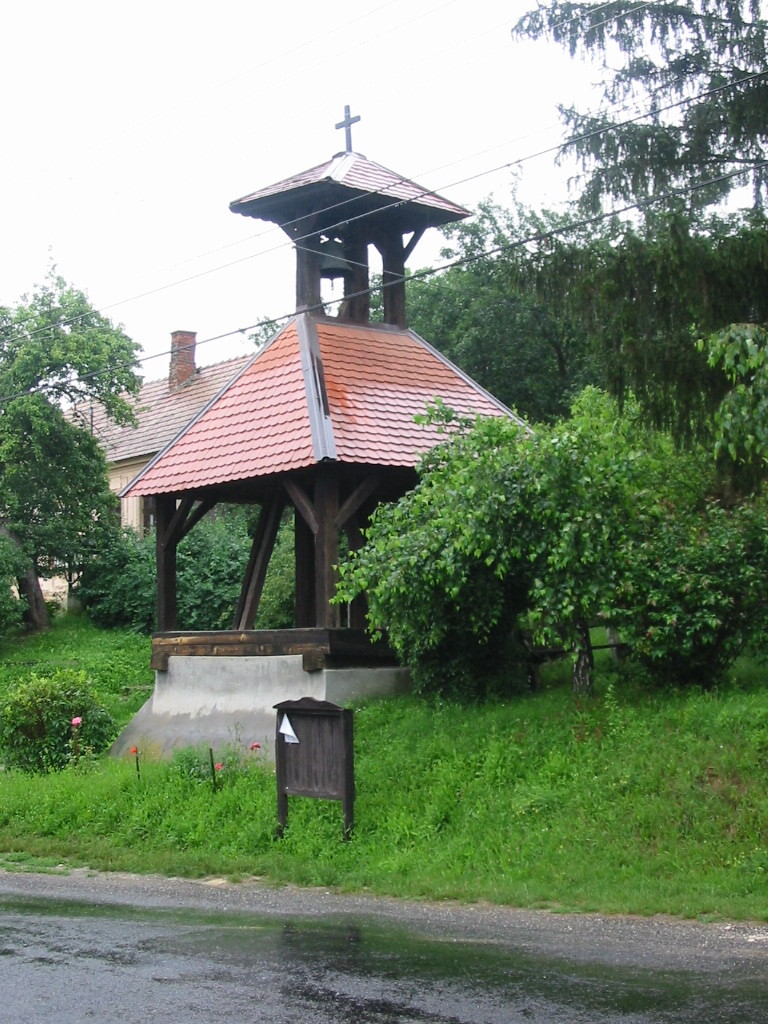
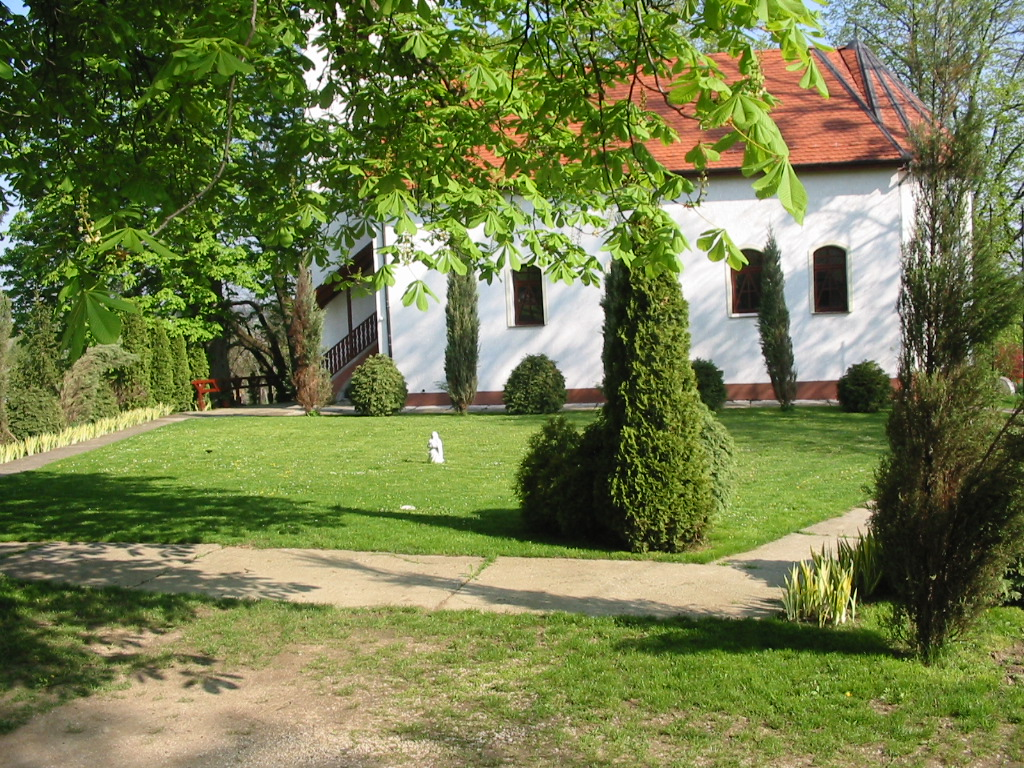
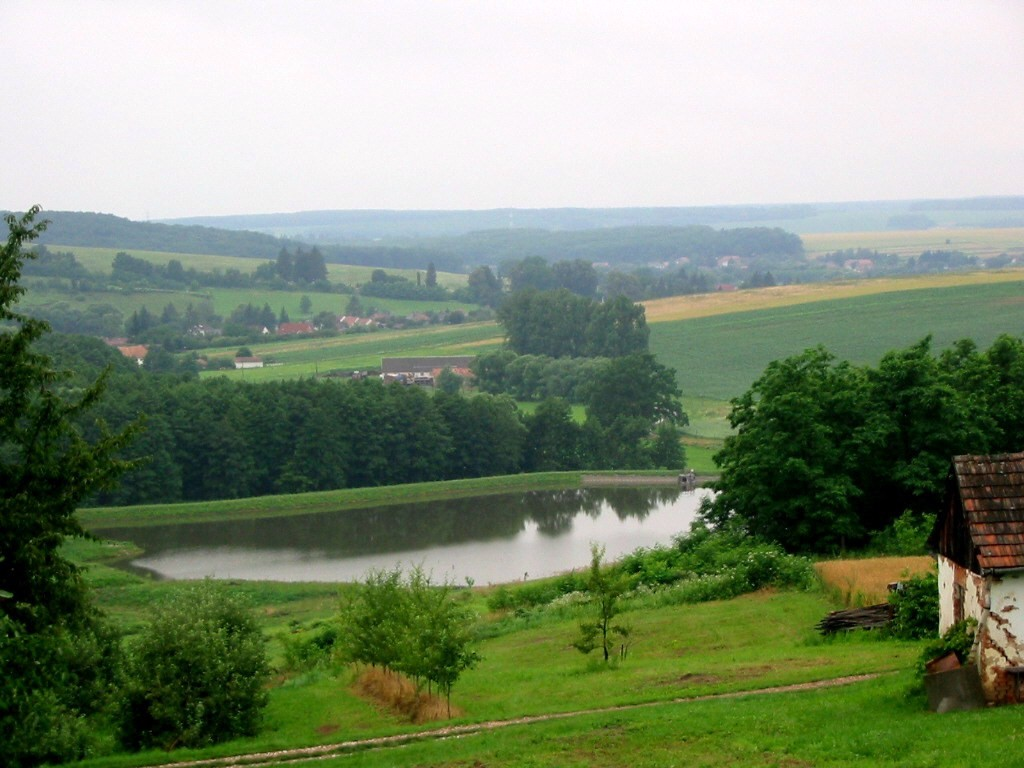

## Testvértelepülése
Nagyudvarnok (Szlovákia)